# Arsenio López Decoud
Arsenio López Decoud (Asunción, 4 de junio de 1867-16 de junio de 1945) fue un periodista y político paraguayo que fungió de intendente municipal de la ciudad de Asunción. Es sobrino de Francisco Solano López y nieto de Carlos Antonio López.

## Infancia y estudios
Nació en Asunción el 4 de junio de 1867, poco antes del fusilamiento de su padre Benigno López Carrillo (por orden de su hermano Francisco Solano López Carrillo) siendo el hijo menor de Carlos Antonio López y de Juana Pabla Carrillo.
Arsenio traía por su origen paterno, sangre de trascendencia histórica, y por su madre descendía de gente de linaje y tradición, los Decoud, quienes fueron enemigos declarados de los López.
Justo Pastor Benítez afirma que “esa herencia doble no amenguó su espíritu ni su orgulloso patriotismo ni su criterio sobre el pasado histórico”
Era un hombre de modales refinados, de gran sensibilidad y sólida cultura. Carlos Zubizarreta lo describe como “bajo, menudo, de tórax dilatado, con pies y manos muy pequeños, tenía todas las características de los López”.
Al igual que su padre viajó a Europa donde consolidó sus conocimientos y su preparación personal, en París, en momentos que se imponían trascendentes cambios de pensamiento en la cultura y las artes.
Siguió la carrera de marino en la Argentina pero la abandonó para dedicarse por completo a tareas afectadas a la cultura. De vuelta a su patria ejerció por poco tiempo la docencia, dedicando al periodismo y a la política sus mejores empeños. 
Enseñó Geografía en el Colegio Nacional de Asunción y ocupó bancas en el senado y la cámara de diputados.

## Actividad política
El Congreso de Paraguay fue teatro de constantes y magníficos torneos oratorios. La bancada colorada poseía tribunos de levandado vuelo. Manuel Domínguez, Arsenio López Decoud, Antonio Sosa eran jóvenes brillantes, de innegable talento, de ilustración reconocida.
Actuó en el campo diplomático. Fue ministro plenipotenciario de Paraguay en Buenos Aires y La Paz.
Bajo la presidencia de Cecilio Báez, el 4 de julio de 1906, fueron designados como delegados del Paraguay a la Tercera Conferencia Panamericana, a reunirse en Río de Janeiro, a Gualberto Carduz Huerta y Arsenio López Decoud. Durante las turbulentas disputas políticas entre la anarquía que vivía el país, pudo ejercer el cargo a la intendencia por la Municipalidad de Asunción el 9 de agosto de 1911 hasta el 28 de diciembre del mismo año.
En 1917 representó a su país en la Conferencia de La Habana.  
En plena era de la tumultuada política que fue el sello distintivo de la etapa de conformación republicana, historia preterida por los largos gobiernos totalitarios que afectaron al Paraguay, la figura de Arsenio López Decoud, eludió actitudes de violencias y motines de tan cotidiano desarrollo. Apenas una excepción, en 1904 había estado al frente de un batallón revolucionario en el campamento de Villeta.
El Paraguay tuvo un difícil trajinar para establecer una vida armónica entre sus ciudadanos, profundamente divididos en facciones irreconciliables. Apenas se conformaban grupos de opinión, de inmediato aparecían las brechas que separaban a sus miembros, muchas veces motivadas por asuntos pueriles o desesperados intentos de protagonismo.

## Labor periodística
La prensa asuncena difundía a diario noticias sobre la caldeada actividad política y militar. En sus páginas se registraban tanto manifestaciones de odios personales como anuncios de conspiraciones y revueltas.
A pesar del caótico momento, dice Gomes Freire Esteves que “La situación de la República acusaba una prosperidad inusitada en todos los órdenes: el comercio, las industrias, la producción, la capacidad rentística; arrojaba cifras demostrativas de la profunda transformación económica que aparejaba el nuevo régimen de gobierno”.
Su influencia se hizo sentir en los círculos intelectuales, que paralelamente a los críticos episodios desatados por la política, se había observado un inesperado surgimiento de intelectuales y hombres de principios.
Tempranamente se traslució su inquietud de periodística. En 1893 aparece como redactor de “El Progreso”, órgano de corta existencia, en compañía de Manuel Domínguez y Fulgencio R. Moreno, quienes lo describen como de prosapia ilustre y aristocrática prestancia.
Don Arsenio fundó la revista “Fígaro” y publicó algunos juicios críticos sobre Oscar Wilde, Baudelaire y Alfred de Musset, entre otros ensayos y crónicas. Tradujo “El abanico de lady Windemere” de Wilde.
En 1910, un grupo de intelectuales y políticos fundó en Asunción el periódico “El Nacional”. Estaba integrado por Vicente Rivarola, Juan E. O’Leary, Manuel Pérez, Tomás Airaldi, Rogelio Urizar, Justo P. Vera, Esteban Semidei, Antonio Taboada, Eduardo Peña, Alfredo Heyn, Andrés Gubetich, Arsenio López Decoud y Gomes Freire Esteves.
No fue un escritor fecundo. Su obra más conocida es el “Album Gráfico de 1911”, rica fuente de información acerca de los tiempos del primer centenario de la independencia nacional.
Su biblioteca privada era digna de mención.
Falleció en Asunción el 16 de junio de 1945.